# 鲁阳街道
鲁阳街道，是中华人民共和国河南省平顶山市鲁山县下辖的一个乡镇级行政单位。

## 行政区划
鲁阳街道下辖以下地区：
新峰社区、城厢社区、大同社区、前进社区、黉学社区、阳光社区、河滨社区、七里社区、五里社区、小贾庄社区和望城岗社区。